# バディ・ホリー (バディ・ホリーのアルバム)
| 専門評論家によるレビュー       | 専門評論家によるレビュー |
| レビュー・スコア               | レビュー・スコア         |
| 出典                           | 評価                     |
| ------------------------------ | ------------------------ |
| Allmusic                       | [ 1 ]                    |
| The Rolling Stone Record Guide | [ 2 ]                    |

『バディ・ホリー』(Buddy Holly) は、バディ・ホリーのスタジオ・アルバム。1958年2月20日にコーラル・レコードからリリースされた。このアルバムには、コーラルから出されたホリーの4枚のヒット・シングル、すなわち「 ワーズ・オブ・ラヴ」、「ペギー・スー」、「アイム・ゴナ・ラヴ・ユー・トゥ」、「レイヴ・オン」を収録している。バックを務めているのは、ホリーのバンドであるザ・クリケッツである。
一部の再発盤では、ホリーの次のシングルであった「Early in the Morning」とそのB面の「Now We're One」、さらに「レイヴ・オン」のB面であった「Take Your Time」を追加収録している。
2015年には、また新たなジャケット・デザインで、ワックスタイム・レコードから180グラム重量盤で再発され、オリジナルのライナーノートの復刻とともに、「Now We're One」（シングル「Early in the Morning」のB面）と「Ting-A-Ling」の2曲が追加された。また、ゲイリー・ブレイロック (Gary Blailock) による新たなライナーノートも掲載されて、2014年9月に発売された。カタログ番号は WaxTime  Catalog # 772006、バーコードは 84365442 017596 である。

## トラックリスト
| #  | タイトル                                                    | 作詞・作曲                                                | 時間 |
| -- | ----------------------------------------------------------- | --------------------------------------------------------- | ---- |
| 1. | 「アイム・ゴナ・ラヴ・ユー・トゥ (I'm Gonna Love You Too)」 | ジョー・B・モードリン、ニキ・サリヴァン、ノーマン・ペティ | 2:14 |
| 2. | 「ペギー・スー (Peggy Sue)」                                | バディ・ホリー、ジェリー・アリソン、ノーマン・ペティ      | 2:30 |
| 3. | 「ルック・アット・ミー (Look at Me)」                       | バディ・ホリー、ジェリー・アリソン、ノーマン・ペティ      | 2:07 |
| 4. | 「リッスン・トゥ・ミー (Listen to Me)」                     | バディ・ホリー、ノーマン・ペティ                          | 2:22 |
| 5. | 「ヴァリー・オブ・ティアーズ (Valley of Tears)」            | ファッツ・ドミノ、デイヴ・バーソロミュー                  | 2:09 |
| 6. | 「レディ・テディ (Ready Teddy)」                            | ロバート・ブラックウェル、ジョン・マラスカルコ            | 1:32 |

| #  | タイトル                                                                                         | 作詞・作曲                                                                           | 時間 |
| -- | ------------------------------------------------------------------------------------------------ | ------------------------------------------------------------------------------------ | ---- |
| 1. | 「エヴリデイ (Everyday)」                                                                        | バディ・ホリー、ノーマン・ペティ                                                     | 2:09 |
| 2. | 「メールマン・ブリング・ミー・ノー・モア・ブルース (Mailman, Bring Me No More Blues)」           | ルース・ロバーツ、ビル・カッツ (Bill Katz)、スタンリー・クレイトン (Stanley Clayton) | 2:12 |
| 3. | 「ワーズ・オブ・ラヴ (Words of Love)」                                                           | バディ・ホリー                                                                       | 1:56 |
| 4. | 「ユーアー・ソー・スクエア（ベイビー、アイ・ドント・ケア）You're So Square (Baby I Don't Care)」 | ジェリー・リーバー、マイク・ストーラー                                               | 1:37 |
| 5. | 「レイヴ・オン (Rave On!」                                                                       | ソニー・ウェスト、ビル・ティルマン (Bill Tilghman)、ノーマン・ペティ                 | 1:50 |
| 6. | 「リトル・ベイビー (Little Baby)」                                                               | バディ・ホリー、ノーマン・ペティ、C・W・ケンドール・ジュニア (C.W. Kendall Jr.)      | 1:57 |

1999 Bonus tracks
| #  | タイトル                                          | 作詞・作曲                                                                               | 時間 |
| -- | ------------------------------------------------- | ---------------------------------------------------------------------------------------- | ---- |
| 1. | 「ザッツ・マイ・ディザイアー (That's My Desire)」 | キャロル・ラヴデイ (Carroll Loveday)、ヘルミー・クレサ                                   | 2:25 |
| 2. | 「シンク・イット・オーヴァー (Think It Over)」    | バディ・ホリー、ジェリー・アリソン、ノーマン・ペティ                                     | 1:45 |
| 3. | 「フールズ・パラダイス (Fool's Paradise)」        | ホレス・リンズリー (Horace Linsley)、ノーマン・ペティ、ソニー・ラグレア (Sonny LeGlaire) | 2:30 |
| 4. | 「ウェル…オール・ライト (Well... All Right)」     | バディ・ホリー、ジェリー・アリソン、ノーマン・ペティ                                     | 2:14 |
| 5. | 「テイク・ユア・タイム (Take Your Time)」         | バディ・ホリー、ノーマン・ペティ                                                         | 1:58 |

## パーソネル

### ザ・クリケッツ
- バディ・ホリー - ギター、ボーカル
- ジョー・B・モードリン - ベース
- ジェリー・アリソン - ドラムス
- ニキ・サリヴァン - リズムギター

### その他
- ノーマン・ペティ - オルガン（トラック3）、ピアノ（トラック11）
- ヴィー・ペティ (Vi Petty) - ピアノ（トラック3, 5, 6, 8）、チェレスタ（トラック7）
- C・W・ケンドール・ジュニア - ピアノ（トラック3, 10, 12）
- アル・カイオラ - ギター（トラック11）
- ドナルド・アーノン (Donald Arnone) - ギター（トラック11）
- ウィリアム・マリへ (William Marihe) - バッキング・ボーカル（トラック11）
- ロバート・ボリンジャー (Robert Bollinger) - バッキング・ボーカル（トラック11）
- ロバート・ハーター (Robert Harter) - バッキング・ボーカル（トラック11）
- メリル・オストラス (Merrill Ostrus) - バッキング・ボーカル（トラック11）
- アビー・ホファー (Abby Hoffer) - バッキング・ボーカル（トラック11）

## チャート
シングル
| 年   | シングル     | チャート               | 最高位 |
| ---- | ------------ | ---------------------- | ------ |
| 1957 | ペギー・スー | ビルボード Pop Singles | 3      |